# Huai'an, Zhangjiakou
Huai'an är ett härad som lyder under Zhangjiakous stadsområde i Hebei-provinsen i norra Kina.